# شیمون لنکوفسکی
شیمون لنکوفسکی (لهستانی: Szymon Lenkowski؛ زادهٔ ۲۸ فوریهٔ ۱۹۸۱) یک فیلم‌بردار و کارگردان فیلم اهل لهستان است.
از فیلم‌ها یا مجموعه‌های تلویزیونی که وی در آن‌ها نقش داشته‌است می‌توان به رز کوچک اشاره نمود.